# Heterosilpha
Heterosilpha – rodzaj chrząszczy z rodziny omarlicowatych.
Rodzaj ten wprowadzony został w 1926 roku przez Gastona Portevina. Należą tu dwa nearktyczne gatunki:
- Heterosilpha aenescens (Casey, 1886)
- Heterosilpha ramosa (Say, 1823)

Imagines tych chrząszczy wyróżniają się spośród północnoamerykańskich omarlicowatych obecnością trzech rozgałęziających się żeberek na pokrywach. Larwy mają wiele drobnych płytek w części zmysłowej drugiego członu czułków, a długość ich urogomf jest podobna jak długość dziesiątego segmentu odwłoka.